# Pollachi
Pollachi är en stad i den indiska delstaten Tamil Nadu, och tillhör distriktet Coimbatore. Folkmängden uppgick till 90 180 invånare vid folkräkningen 2011, med förorter 135 333 invånare.